# Girawa (langue)
Pour les articles homonymes, voir Girawa (woreda).
Le girawa est une langue papoue parlée en Papouasie-Nouvelle-Guinée, dans la province de Madang.

## Classification
Le girawa est un des nombreux membres de la famille des langues croisilles, une des groupes des langues madang.

## Phonologie
Les  voyelles du girawa sont :

### Voyelles
|         | Antérieure | Postérieure |
| ------- | ---------- | ----------- |
| Fermée  | i [i]      | u [u]       |
| Moyenne | e [e]      | o [o]       |
| Ouverte | æ [æ]      | ɑ [ɑ]       |

### Consonnes
Les consonnes du girawa sont :
|              |              | Bilabiales | Alvéolaires | Alvéo-pal. | Vélaires |
| ------------ | ------------ | ---------- | ----------- | ---------- | -------- |
| Occlusives   | Occlusives   | p [p]      | t [t]       |            | k [k]    |
| Fricative    | Fricative    |            | s [s]       |            |          |
| Affriquée    | Affriquée    |            |             | j [d͡ʑ]     |          |
| Nasale       | Nasale       | m [m]      | n [n]       |            |          |
| Battue       | Battue       |            | r [ɾ]       |            |          |
| Semi-voyelle | Semi-voyelle | w [w]      |             |            |          |

### Allophones
Dans plusieurs dialectes k est remplacé par ʔ. La battue ɾ varie librement avec d.

## Écriture
Le girawa s'écrit avec l'alphabet latin.
| Caractère     | Caractère | Caractère | Caractère | Caractère | Caractère | Caractère | Caractère | Caractère | Caractère | Caractère | Caractère | Caractère | Caractère | Caractère |
| ------------- | --------- | --------- | --------- | --------- | --------- | --------- | --------- | --------- | --------- | --------- | --------- | --------- | --------- | --------- |
| a             | ä         | e         | i         | j         | k         | m         | n         | o         | p         | r         | s         | t         | u         | w         |
| Prononciation |           |           |           |           |           |           |           |           |           |           |           |           |           |           |
| ɑ             | æ         | e         | i         | d͡ʑ        | k         | m         | n         | o         | p         | ɾ         | s         | t         | u         | w         |

## Sources
- (en) Pat Lillie, 1992, Girawa Organized Phonological Data, manuscrit, Ukarumpa, SIL International.